# 韋萊因島
66°25′S 110°26′E / 66.417°S 110.433°E
韋萊因島（英語：Werlein Island）是南極洲的島嶼，位於威爾克斯地，處於霍爾島東南面0.4公里，長1.5公里，屬於風車群島的一部分，根據美國海軍拍攝空中照片繪入地圖，現時由南極條約體系管理。